# Crypsiprora oxymetopa
Crypsiprora oxymetopa är en fjärilsart som beskrevs av Turner 1941. Crypsiprora oxymetopa ingår i släktet Crypsiprora och familjen nattflyn. Inga underarter finns listade i Catalogue of Life.